# Tettigoniella leechi
Tettigoniella leechi är en insektsart som beskrevs av Young 1986. Tettigoniella leechi ingår i släktet Tettigoniella och familjen dvärgstritar. Inga underarter finns listade i Catalogue of Life.